# Je’af
Je’af (hebr. יע"ף) – wieś położona w samorządzie regionu Lew ha-Szaron, w Dystrykcie Centralnym, w Izraelu.
Leży na równinie Szaron, w otoczeniu miast At-Tajjiba i Kalansuwa, moszawów Azri’el, En Wered, Porat i Kefar Jabec, oraz wioski Kefar Awoda.

## Historia
Osada została założona w 1968.

## Gospodarka
Gospodarka moszawu opiera się na intensywnym rolnictwie, uprawach w szklarniach i sadownictwie.

## Komunikacja
Na wschód od moszawu przebiega autostrada nr 6, brak jednak możliwości bezpośredniego wjazdu na nią. Z moszawu wyjeżdża się na zachód na drogę nr 553, którą można dojechać do wioski Kefar Awoda. Lokalna droga prowadzi na południe do Azri’el, a inna lokalna droga prowadzi na północ do moszawu Kefar Jabec.